# Jomsom
Jomsom (in nepalese जोमसोम) è un centro abitato del Nepal, si trova nel distretto del Mustang (provincia di Gandaki).

Jomsom
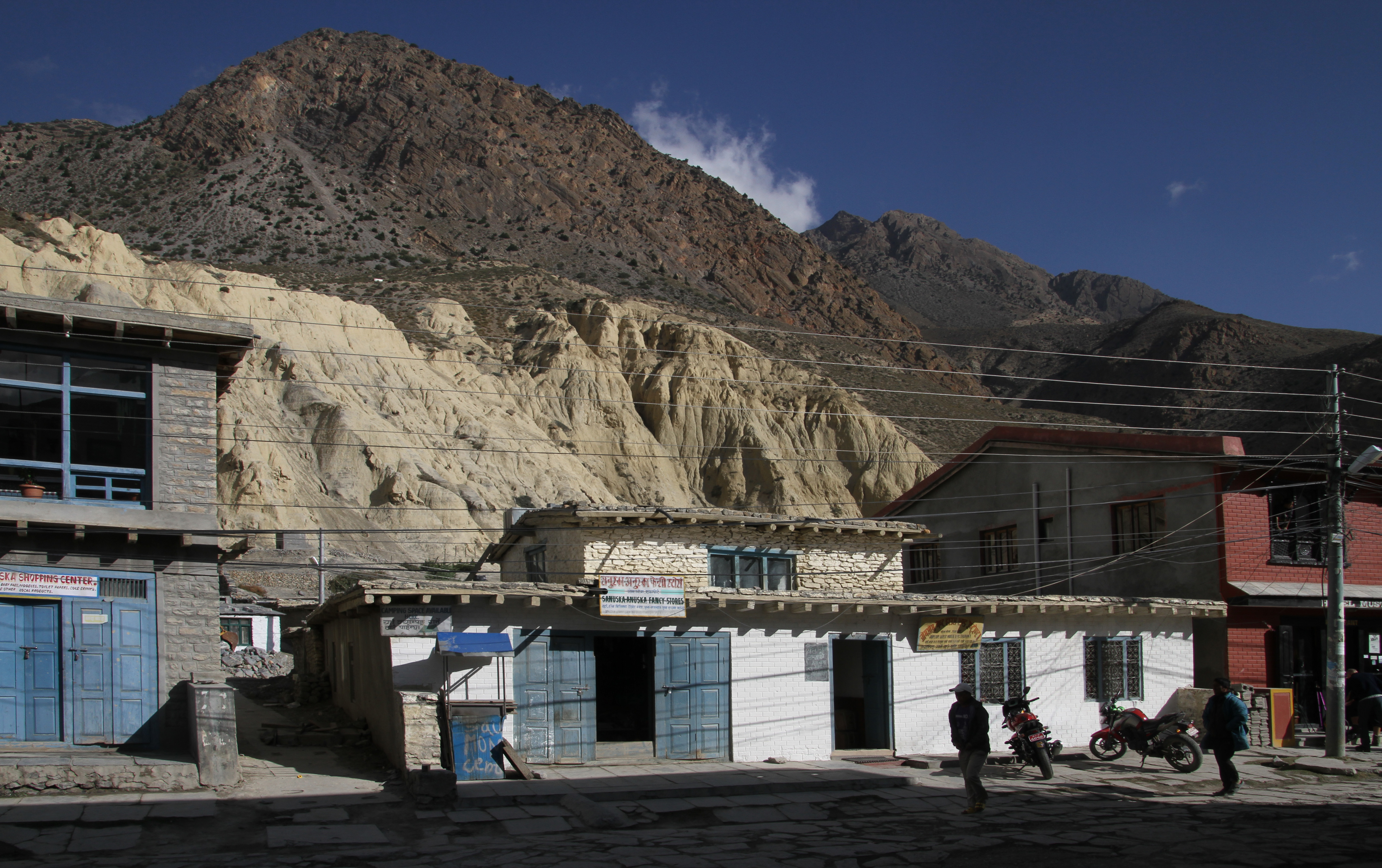
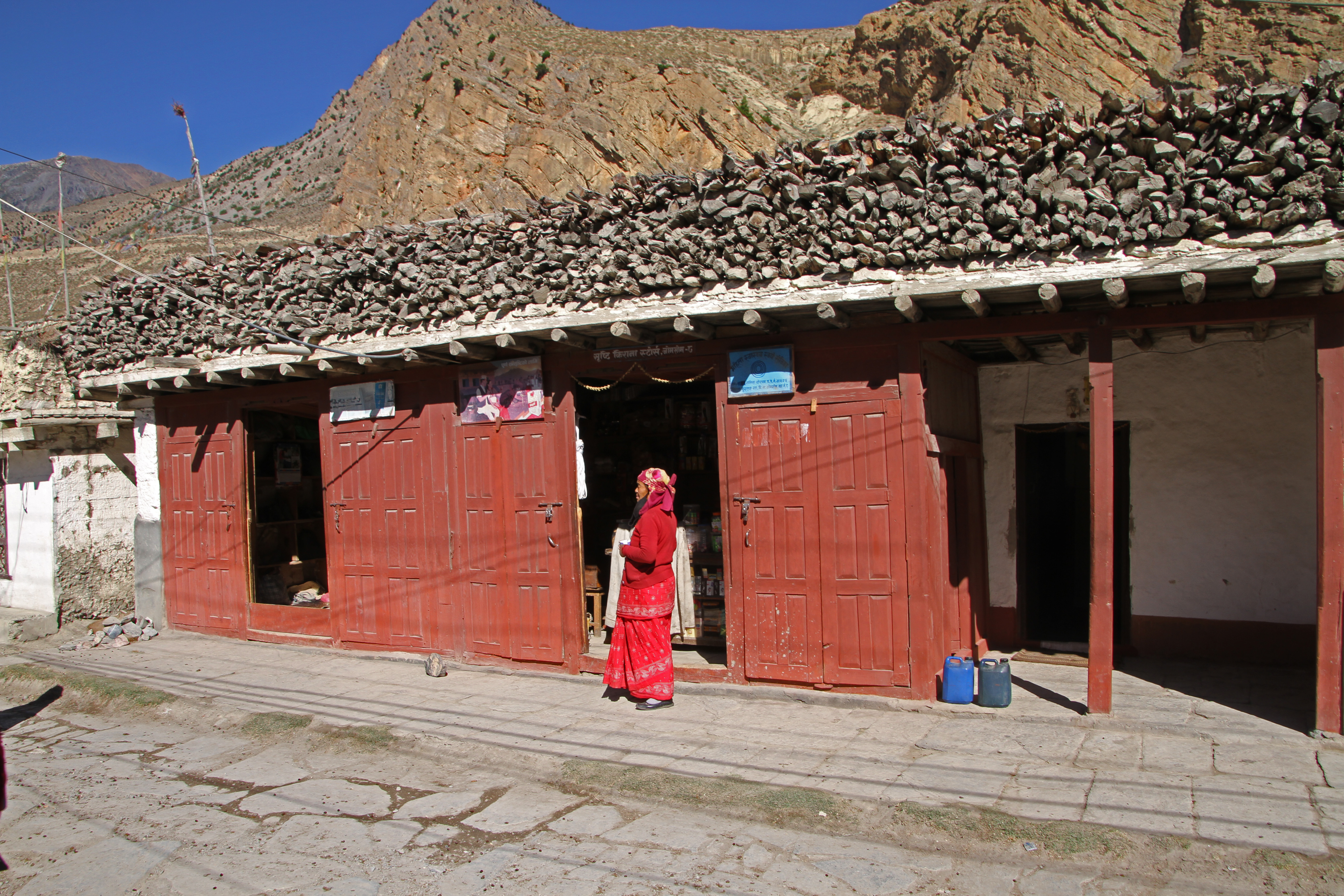
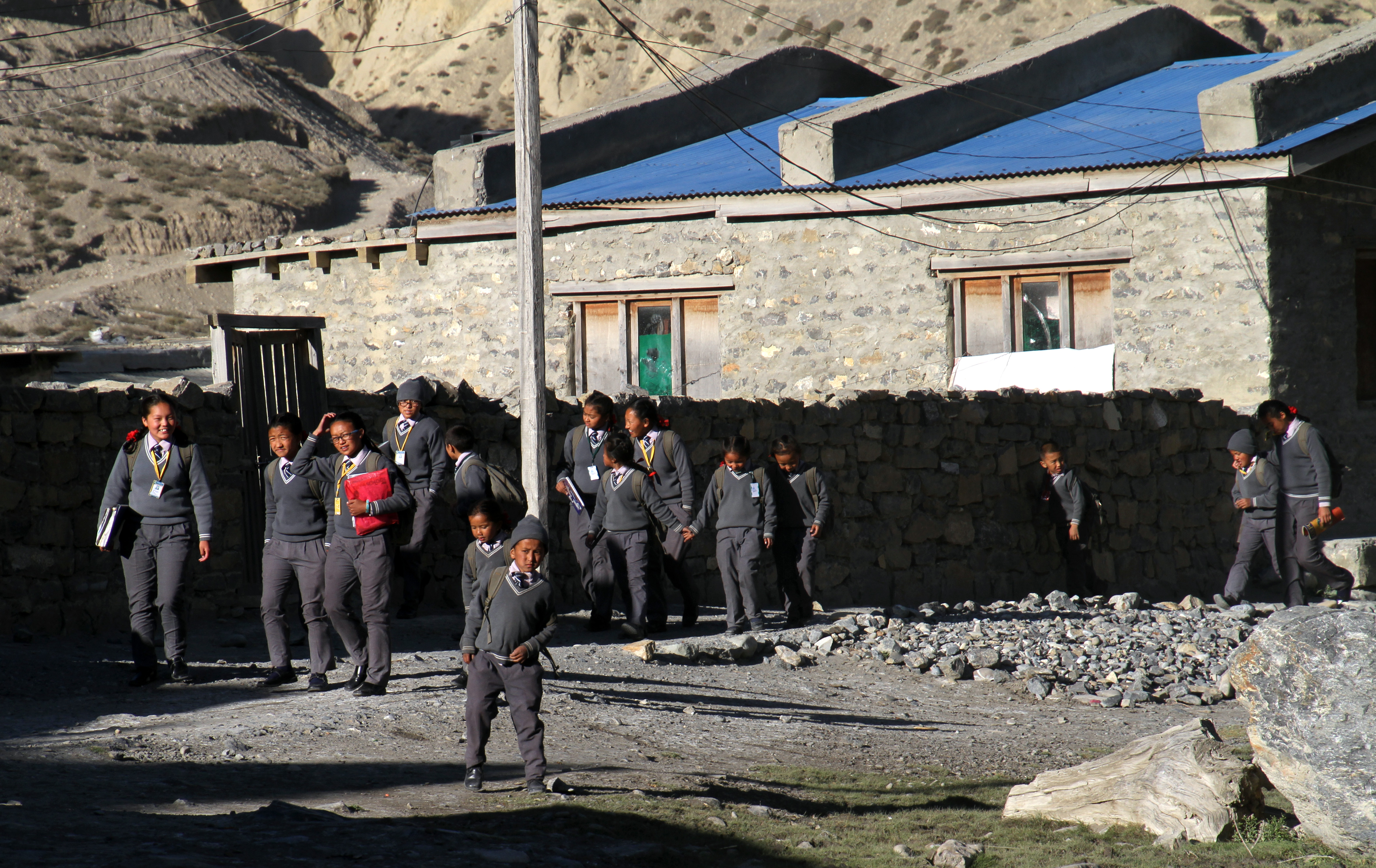
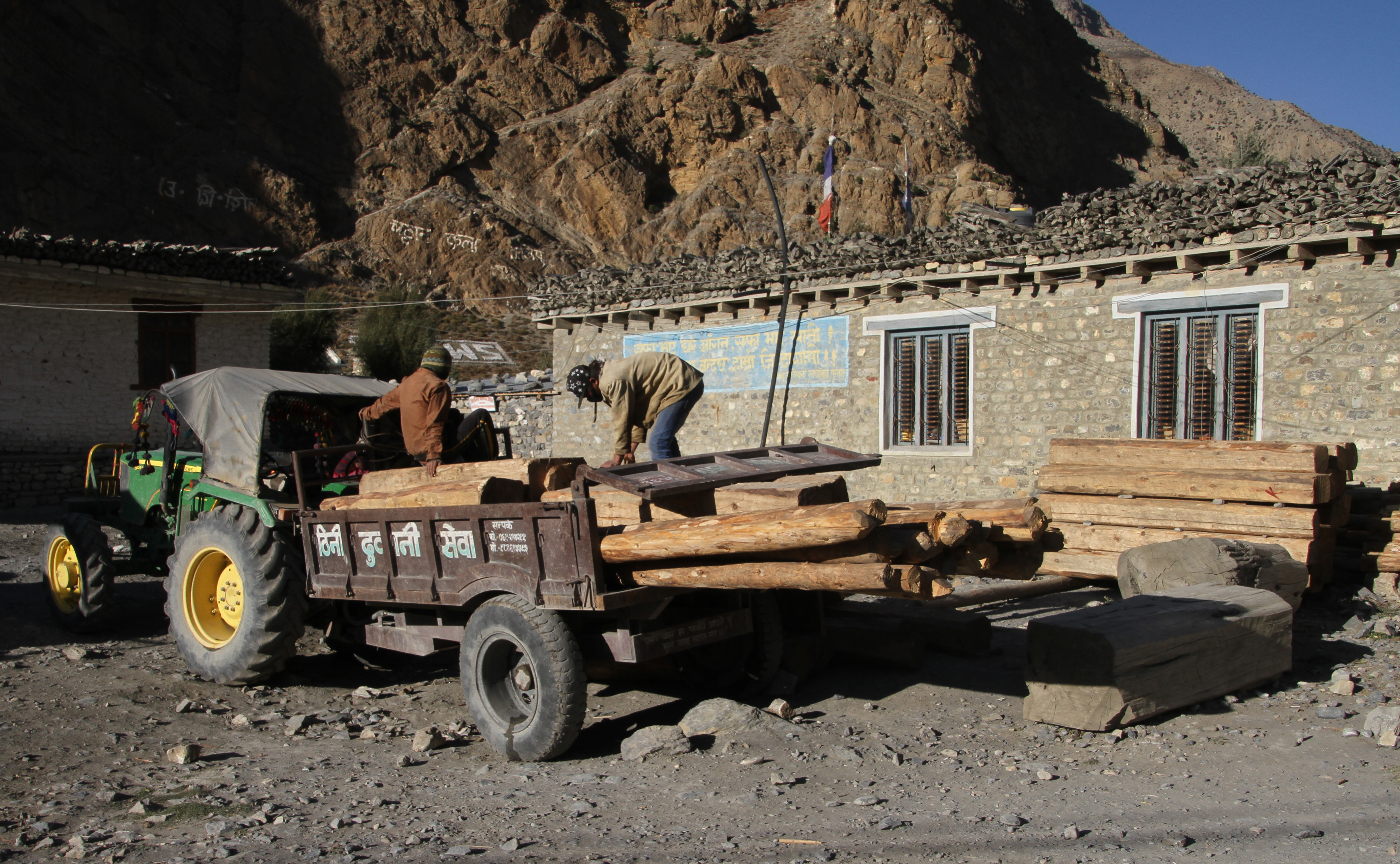
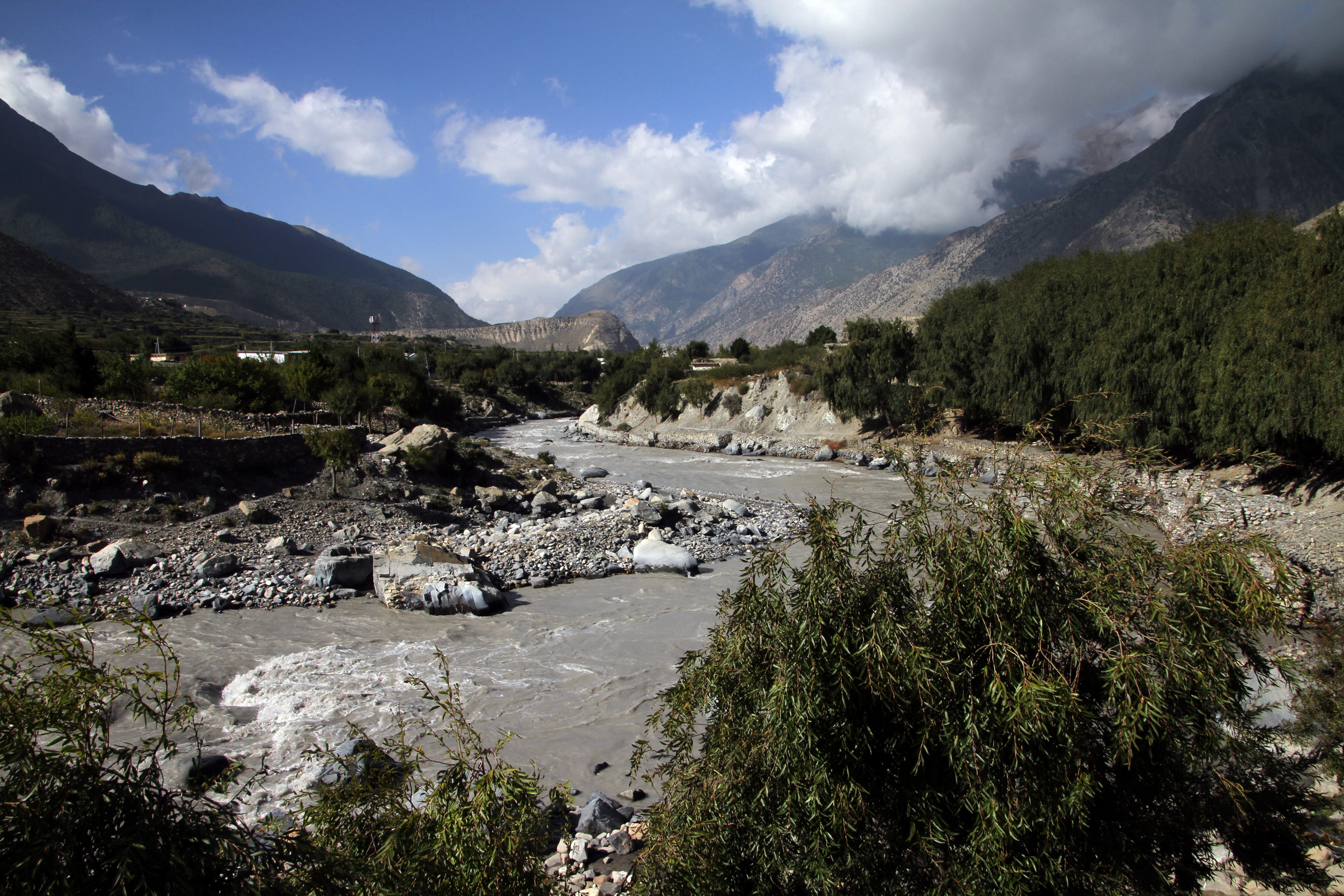
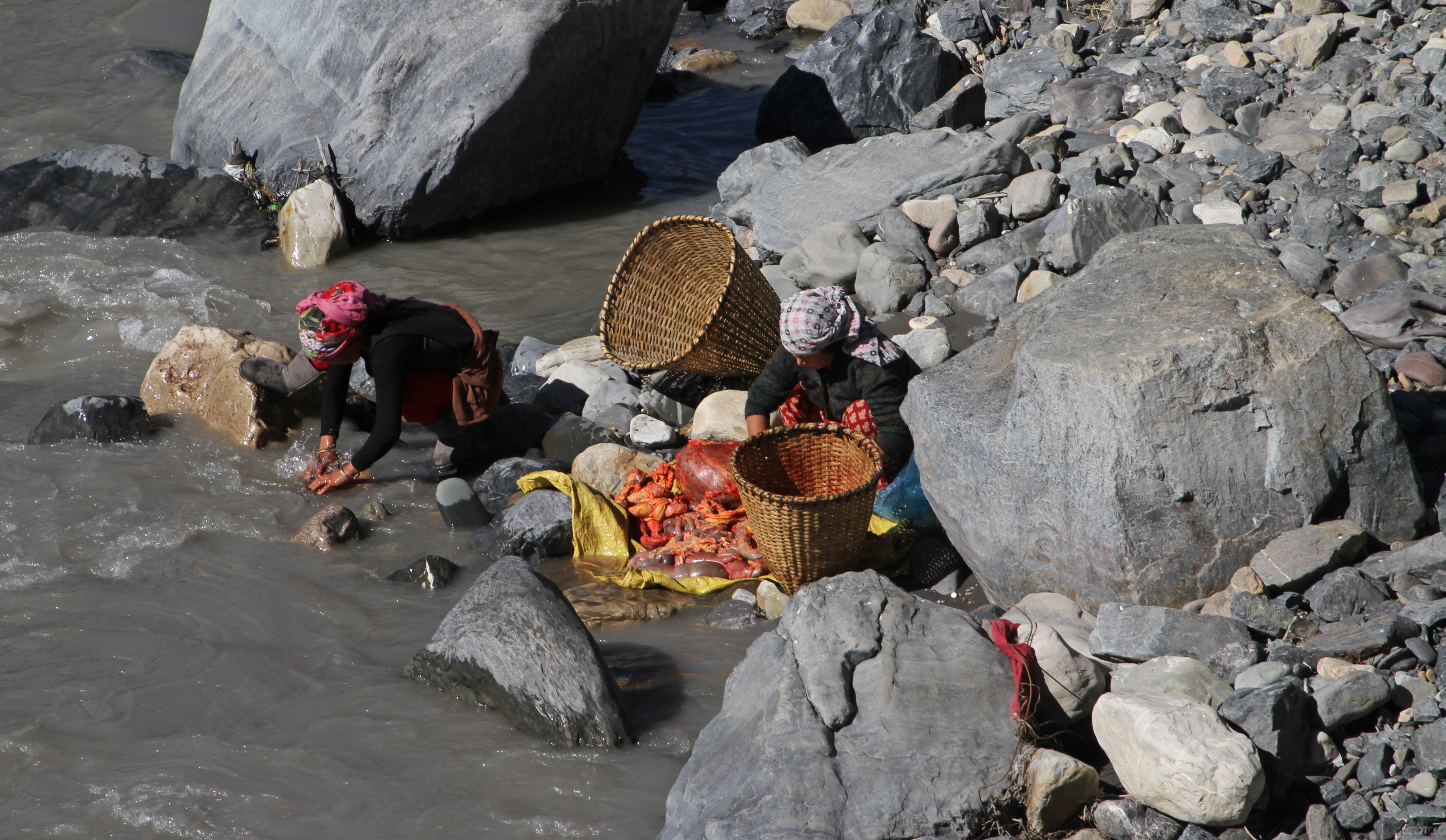
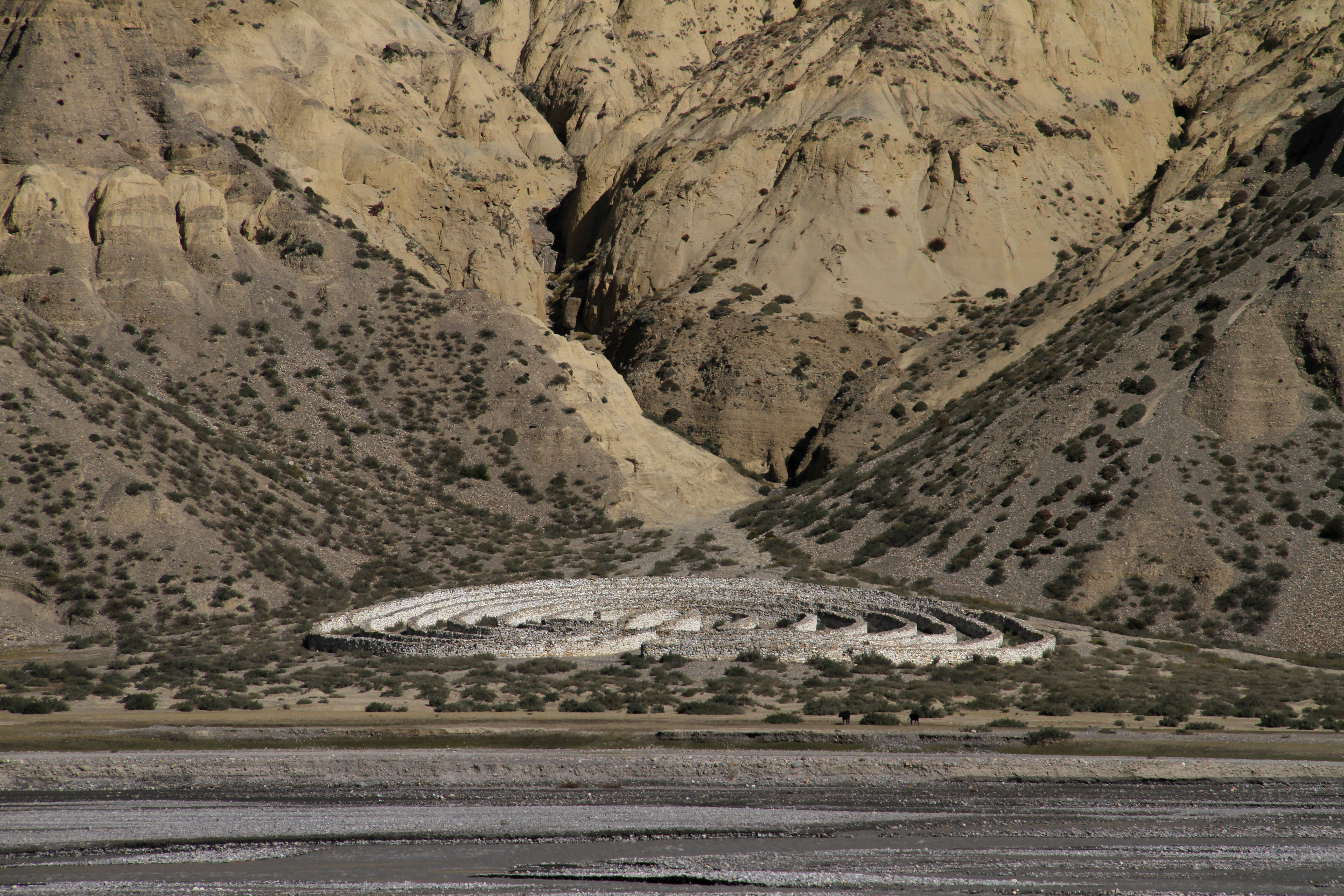
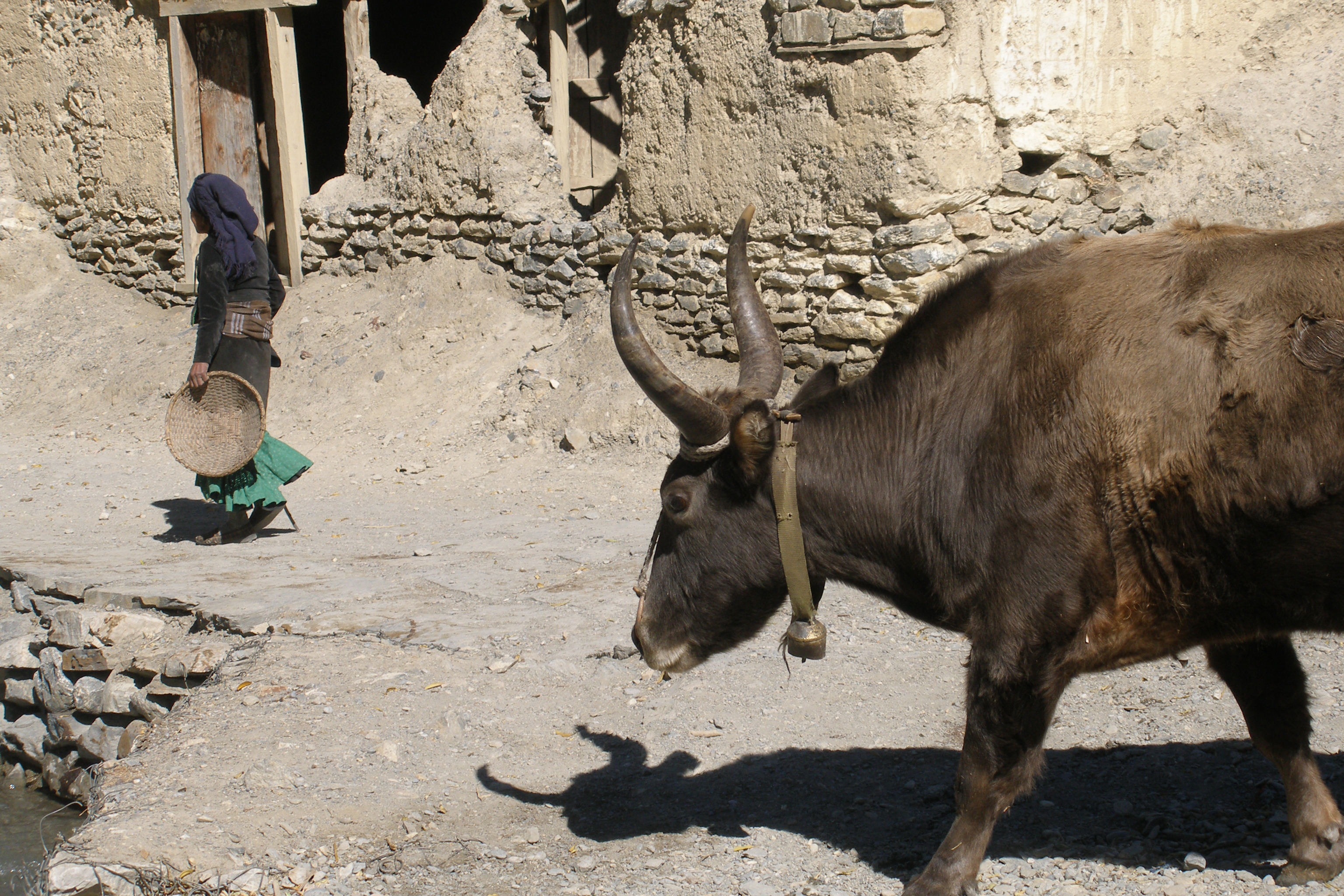
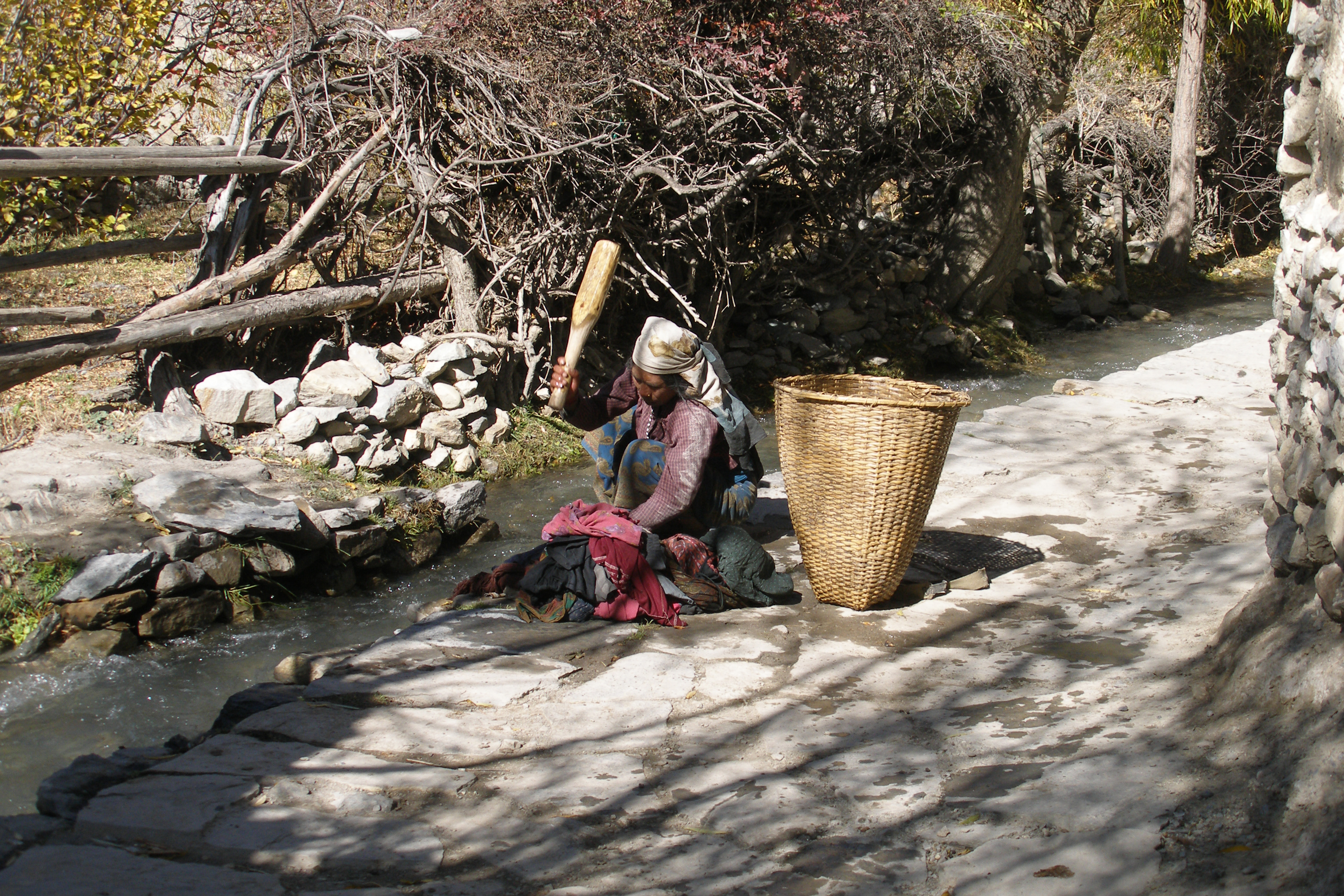
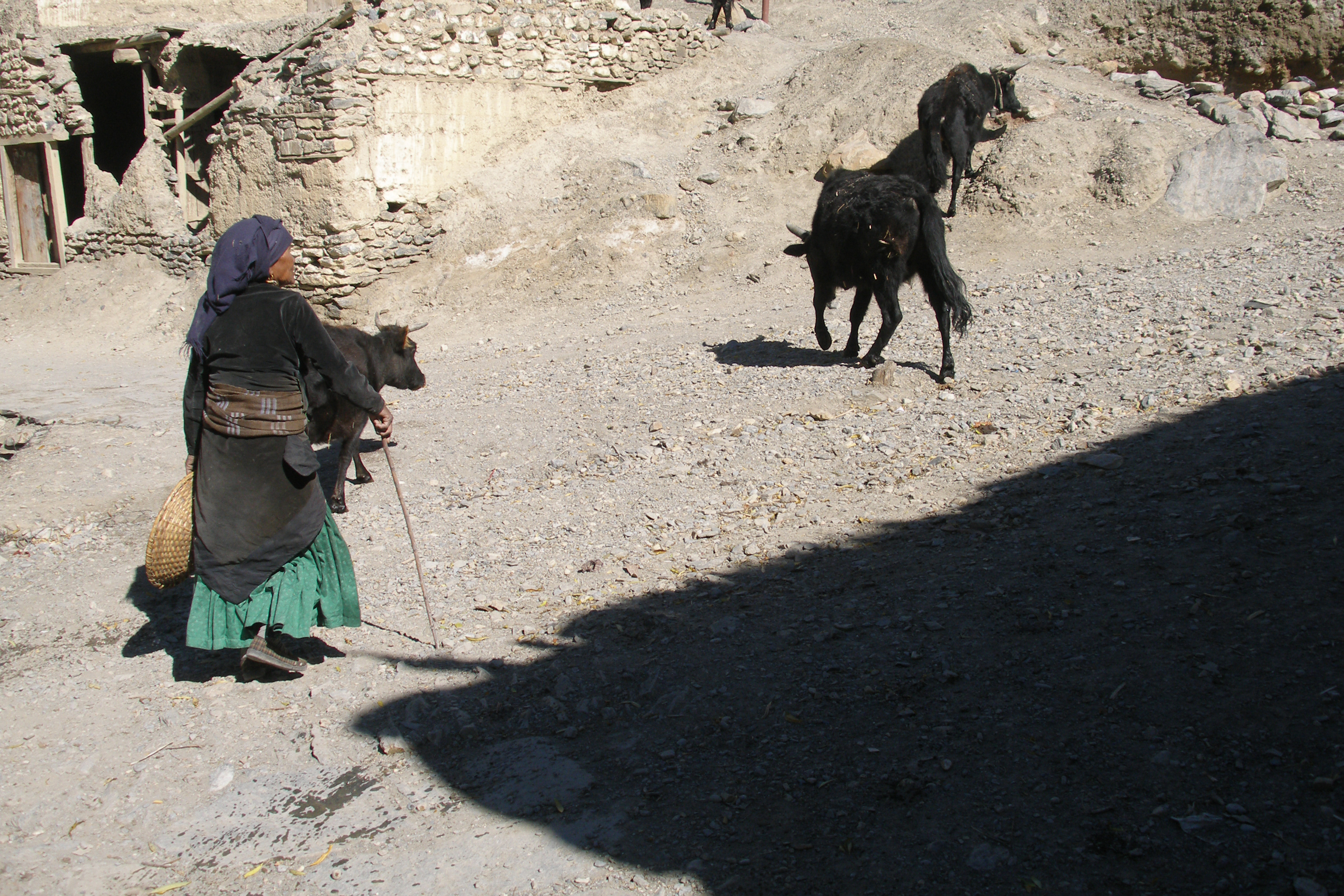
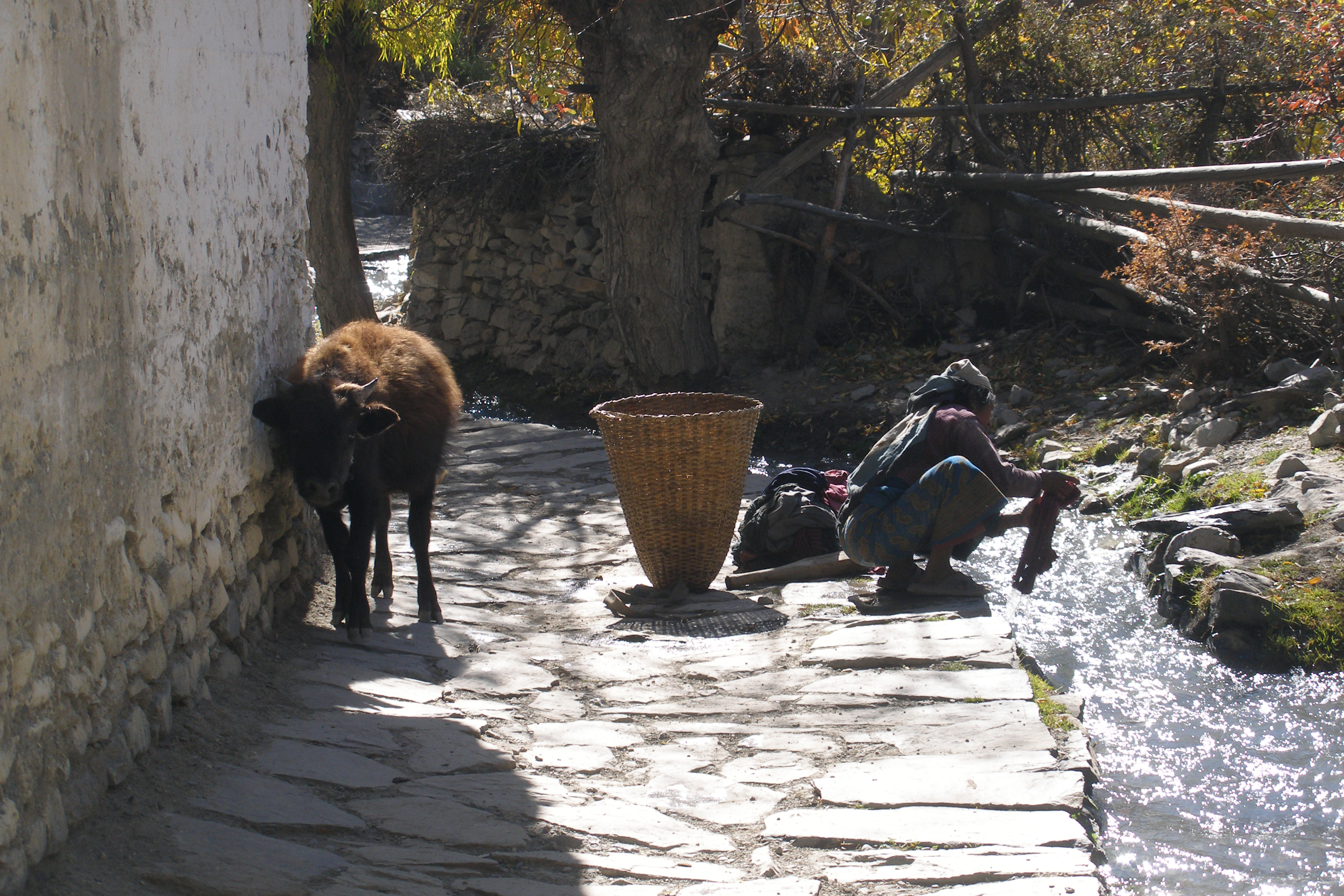